# Ministère des Communications (Japon)

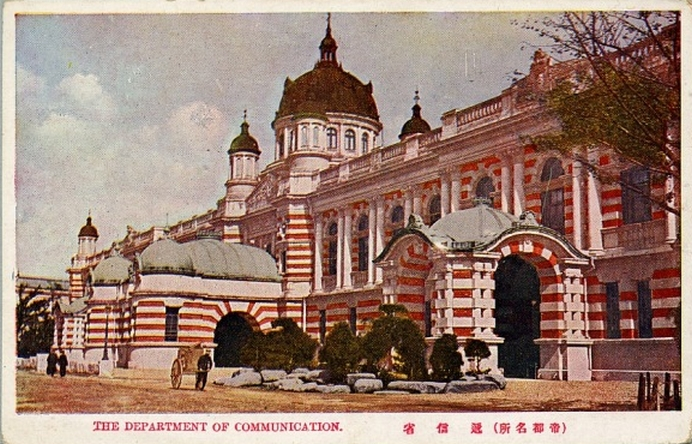
Siège du ministère des Communications (Teishin-shō), Tokyo, avant 1923

Le ministère des Communications (逓信省, Teishin-shō) est un ministère du gouvernement de Meiji qui exista de 1885 à 1949. Ses successeurs modernes sont le Ministère des Affaires intérieures et des Communications, la Japan Post et la Nippon Telegraph and Telephone.

## Histoire

### Ère Meiji
Le 22 décembre 1885, le ministère des Communications est établi par fusion du Bureau des Postes et de la Maintenance des relais postaux avec le Bureau naval (anciennement sous la juridiction du ministère de l'Agriculture et du Commerce, et le bureau du télégraphe et celui de la gestion des phares sont retirés du ministère de l'Industrie. Le 16 août 1891, le ministère est chargé de la gestion de l'industrie électrique japonaise à peine naissante. Le 21 juillet 1892, le Bureau des Chemins de fer est transféré au ministère des Communciations depuis le ministère de l'Intérieur et, le 10 novembre 1893, le ministère est chargé de la supervision des entreprises de transport terrestre et maritime.
Cependant, le 5 décembre 1908, le Bureau des Chemins de fer est séparé pour devenir un organisme indépendant rapportant directement au gouvernement.

### Ère Shōwa
En avril 1923, la responsabilité de la gestion de l'aviation civile est transférée au ministère des Communications depuis le ministère de l'Armée. Avec la création du ministère des Chemins de fer en mai 1928, la supervision de tous les transports terrestres est retirée du ministère des Communications. Avec l'établissement en janvier 1938 du ministère de la Santé et du Bien-être, toutes les affaires relatives au programme d'assurance postale sont transférées au nouveau ministère, bien que le ministère des Communications garde le contrôle des bureaux de poste et du système postal. En décembre 1941, un conseil externe d'affaires maritimes est établi et reprend le bureau de la gestion des phares.
Le 1er novembre 1943, le ministère des Communications fusionne avec le ministère des Chemins de fer pour devenir le ministère des Communications et du Transport. La production d'électricité et d'avions est transféré au ministère des Munitions. La poste, le téléphone et le télégraphe, les bureaux de banque et d'assurance sont placés sous la supervision de l'Institut des Communications, où les questions relatives au transport sont gérées par le Directorat général du transport maritime.
En mai 1945, l'Institut des Communications devient le Conseil des Communications, rapportant directement au gouvernement, et le ministère des Communications et des Transports est renommé en Ministère du Transport.

### Dissolution après la guerre
Après la reddition du Japon, les autorités d'occupation américaines rétablissent brièvement le ministère des Communications le 1er avril 1946. Cependant, il n'est plus responsable que de la poste et des télécommunications. Le ministère est officiellement aboli le 1er avril 1949 et ses responsabilités sont partagés entre les nouveaux ministère des Postes et ministère des Télécommunications.

## Liste des ministres des Communications
|    | Nom                     | Premier ministre            | Date de début     | commentaires                                           |
| -- | ----------------------- | --------------------------- | ----------------- | ------------------------------------------------------ |
| 1  | Enomoto Takeaki         | Itō, Kuroda                 | 22 décembre 1885  | tout en étant ministre de l'Agriculture et du Commerce |
| 2  | Gotō Shōjirō            | Kuroda, Yamagata, Matsukata | 30 avril 1888     |                                                        |
| 3  | Kuroda Kiyotaka         | Itō                         | 8 août 1892       |                                                        |
| 4  | Watanabe Kunitake       | Itō                         | 17 mars 1895      | tout en étant ministre des Finances                    |
| 5  | Shirane Sen’ichi        | Itō, Matsukata              | 9 octobre 1895    |                                                        |
| 6  | Nomura Yasushi          | Matsukata                   | 26 septembre 1898 |                                                        |
| 7  | Suematsu Kenchō         | Itō                         | 12 janvier 1898   |                                                        |
| 8  | Hayashi Yūzō            | Ōkuma                       | 30 juin 1898      |                                                        |
| 9  | Yoshikawa Akimasa       | Yamagata                    | 8 novembre 1898   |                                                        |
| 10 | Hoshi Tōru              | Itō                         | 19 octobre 1900   |                                                        |
| 11 | Hara Takashi            | Itō                         | 22 décembre 1900  |                                                        |
| 12 | Yoshikawa Akimasa       | Katsura                     | 2 juin 1901       |                                                        |
| 13 | Sone Arasuke            | Katsura                     | 17 juillet 1903   | tout en étant ministre des Finances                    |
| 14 | Ōura Kanetake           | Katsura                     | 12 septembre 1903 |                                                        |
| 15 | Yamagata Isaburō        | Saionji                     | 7 juillet 1906    |                                                        |
| 16 | Hara Takashi            | Saionji                     | 14 janvier 1908   | tout en étant ministre de l'Intérieur                  |
| 17 | Hotta Masayasu (en)     | Saionji                     | 25 mars 1908      |                                                        |
| 18 | Gotō Shinpei            | Katsura                     | 14 juillet 1908   |                                                        |
| 19 | Hayashi Tadasu          | Katsura                     | 30 août 1911      | tout en étant ministre de l'Intérieur                  |
| 20 | Gotō Shinpei            | Katsura                     | 21 décembre 1912  |                                                        |
| 21 | Motoda Hajime (en)      | Yamamoto                    | 20 février 1913   |                                                        |
| 22 | Taketomi Tokitoshi (en) | Ōkuma                       | 16 avril 1914     |                                                        |
| 23 | Minoura Katsundo (en)   | Ōkuma                       | 10 août 1915      |                                                        |
| 24 | Den Kenjirō             | Terauchi                    | 9 octobre 1916    |                                                        |
| 25 | Noda Utarō (en)         | Hara, Takahashi             | 29 septembre 1918 |                                                        |
| 26 | Maeda Toshisada (en)    | Katō Tomosaburō             | 12 juin 1922      |                                                        |
| 27 | Inukai Tsuyoshi         | Yamamoto                    | 2 septembre 1923  | tout en étant ministre de l'Éducation                  |
| 28 | Yoshirō Fujimura        | Kiyoura                     | 7 janvier 1924    |                                                        |
| 29 | Inukai Tsuyoshi         | Katō Takaaki                | 11 juin 1924      |                                                        |
| 30 | Adachi Kenzō            | Katō Takaaki, Wakatsuki     | 30 mai 1925       |                                                        |
| 31 | Mochizuki Keisuke       | Tanaka                      | 20 avril 1927     |                                                        |
| 32 | Fusanosuke Kuhara       | Tanaka                      | 23 mai 1928       |                                                        |
| 33 | Matajirō Koizumi        | Hamaguchi, 2nd Wakatsuki    | 2 juillet 1929    |                                                        |
| 34 | Chūzō Mitsuji           | Inukai                      | 13 décembre 1931  |                                                        |
| 35 | Hiroshi Minami (en)     | Saitō                       | 26 mai 1932       |                                                        |
| 36 | Tokonami Takejirō       | Okada                       | 8 juillet 1934    |                                                        |
| 37 | Keisuke Okada           | Okada                       | 9 septembre 1935  | tout en étant Premier ministre                         |
| 38 | Mochizuki Keisuke       | Okada                       | 12 septembre 1935 |                                                        |
| 39 | Tanomogi Keikichi       | Hirota                      | 9 mars 1936       |                                                        |
| 40 | Tatsunosuke Yamazaki    | Hayashi                     | 2 février 1937    | tout en étant ministre de l'Agriculture et des Fôrets  |
| 41 | Hideo Kodama            | Hayashi                     | 10 février 1937   |                                                        |
| 42 | Ryūtarō Nagai           | Konoe                       | 4 juin 1937       |                                                        |
| 43 | Suehiko Shiono (en)     | Hiranuma                    | 5 janvier 1939    | tout en étant ministre de la Justice                   |
| 44 | Harumichi Tanabe (en)   | Hiranuma                    | 7 avril 1939      |                                                        |
| 45 | Ryūtarō Nagai           | Abe                         | 30 août 1939      | tout en étant ministre des Chemins de fer              |
| 46 | Masanori Katsu          | Yonai                       | 16 janvier 1940   |                                                        |
| 47 | Shōzō Murata (en)       | Konoe                       | 22 juillet 1940   |                                                        |
| 48 | Ken Terajima            | Tōjō                        | 18 octobre 1941   |                                                        |
| 49 | Yoshiaki Hatta          | Tōjō                        | 8 octobre 1943    | tout en étant ministre des Chemins de fer              |